# Vincenzo Frediani
Vincenzo Frediani (Lucca, metà del XV secolo – Lucca, 1505) è stato un pittore italiano, esponente del rinascimento lucchese.

## Biografia
Tra i più prolifici pittori lucchesi del suo periodo, l'artista, figlio di Antonio, apparteneva a una famiglia di modeste origini, attestata a Lucca già dal Trecento. Dal testamento, datato 1505, si apprendono i nomi della moglie (Camilla) e dei tre figli (Battista, Nicolao e Antonio, nessuno dei quali continuò il suo mestiere).
Fu allievo di Matteo Civitali e subì l'influenza di Filippino Lippi, che intorno al 1483 soggiornò e lavorò a Lucca.
Collaborò con Michele Ciampanti, con Luca da Montalcino e con Michelangelo di Pietro Membrini; con quest'ultimo realizzò una Morte e ascensione della Vergine per la chiesa di Santa Maria a Colle, andata perduta.
A Frediani solo nel 1985 è stato ricondotto il già anonimo Maestro dell'Immacolata Concezione (pala oggi conservata nel Museo nazionale di Villa Guinigi di Lucca), grazie al ritrovamento dell'atto notarile con cui veniva commissionata l'opera.

## Opere (elenco parziale)
- Madonna di Lunata, 1487, Lucca, Museo nazionale di Villa Guinigi
- Madonna in trono tra i santi Andrea e Pietro, 1497, Lucca, Chiesa di Sant'Andrea di Tempagnano
- Disputa sull'Immacolata Concezione, 1503, Lucca, Museo nazionale di Villa Guinigi (realizzato per la Chiesa di San Francesco)
- Disegni per le vetrate dell'abside del Duomo di Lucca[6]
- Incoronazione della Vergine fra quattro santi di Santa Maria dei Servi
- Madonna col Bambino e San Giovannino, Palazzo Mansi, Lucca
- Madonna con il Bambino e santi, Montignoso, Chiesa di Sant'Eustachio[7]
- Storie della Croce, affresco sulla controfacciata del Duomo di Lucca

## Galleria d'immagini

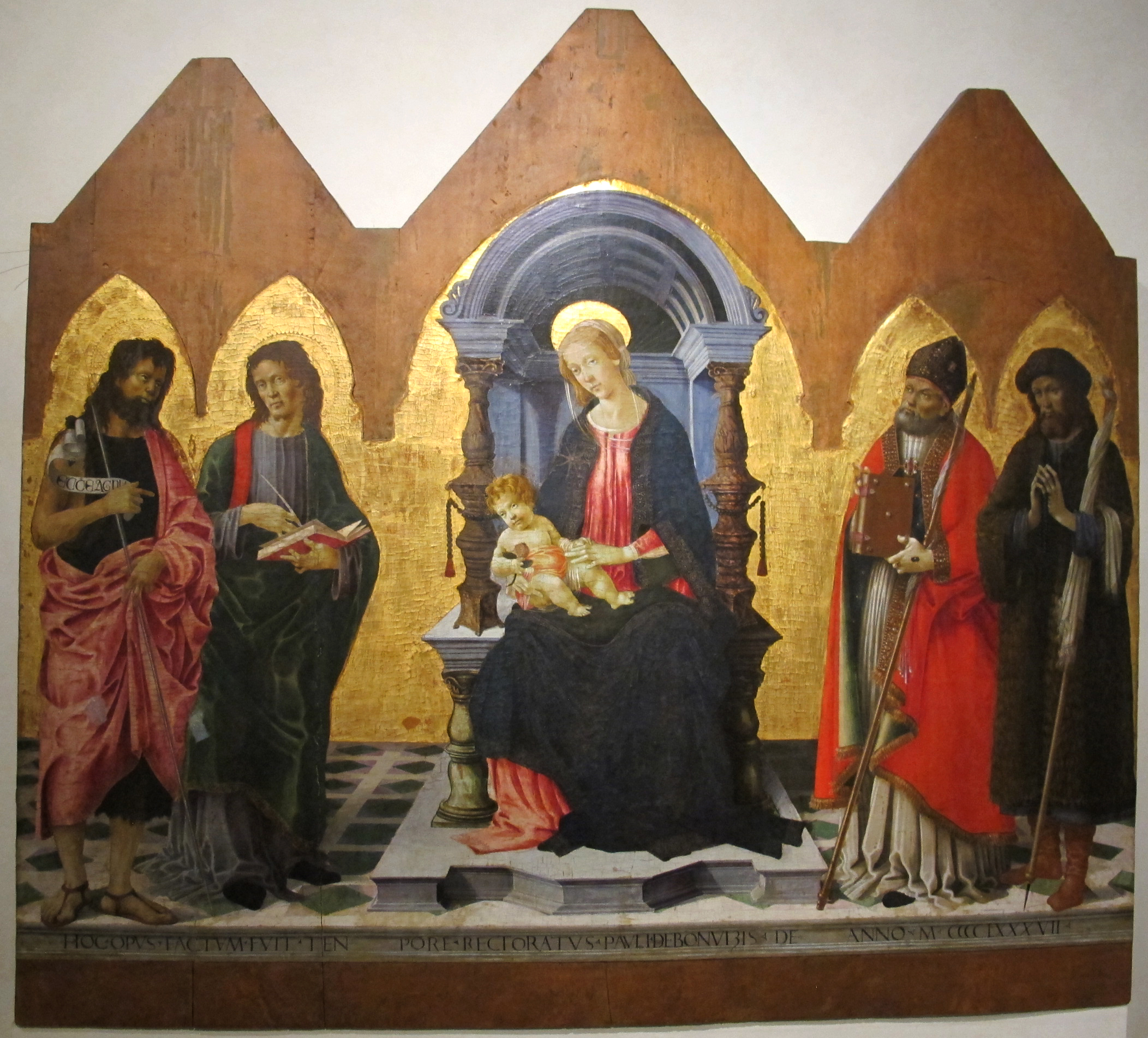
Madonna di Lunata (1487), Museo Nazionale di Villa Guinigi, Lucca
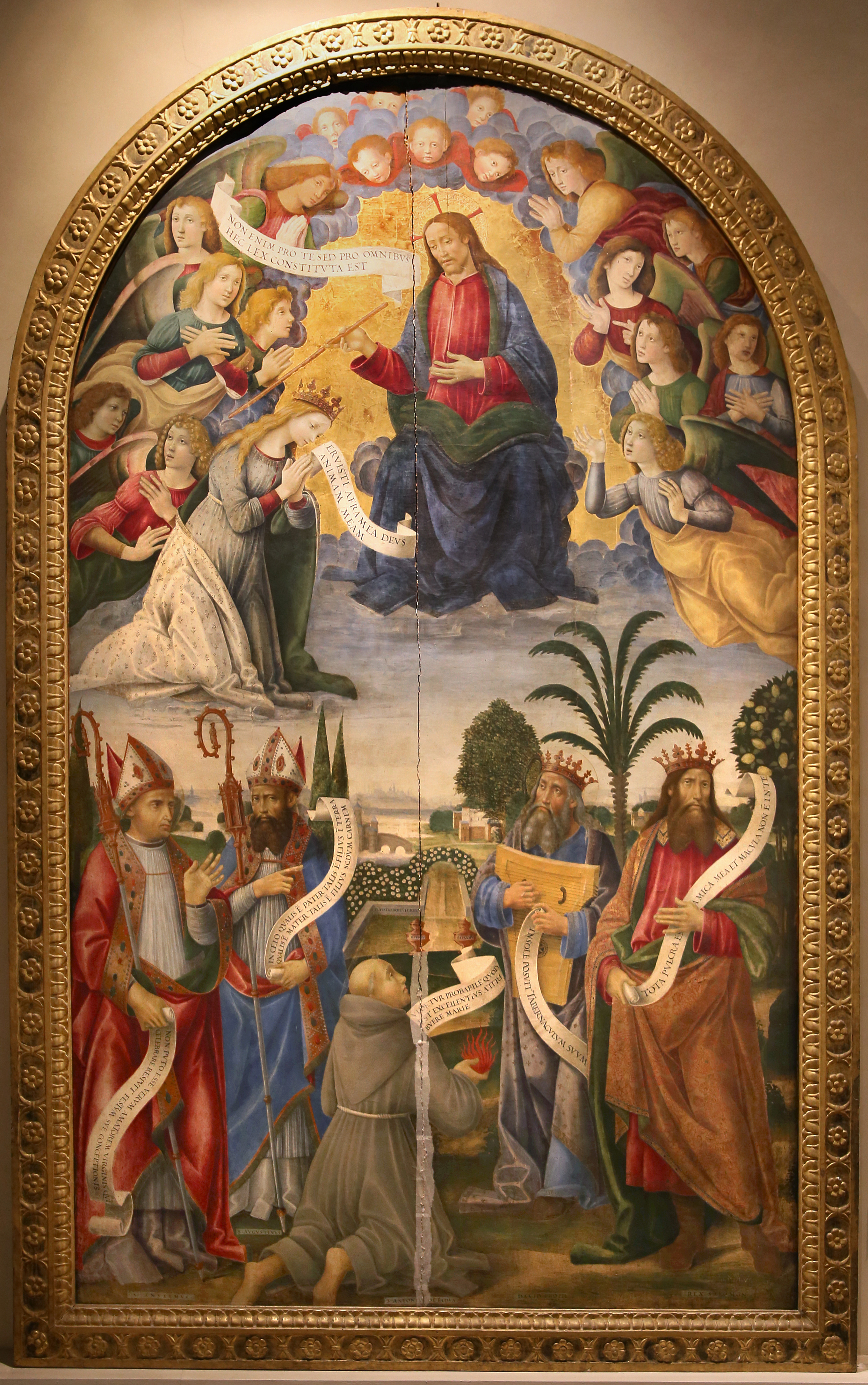
Disputa sull'Immacolata Concezione, Museo Nazionale di Villa Guinigi, Lucca
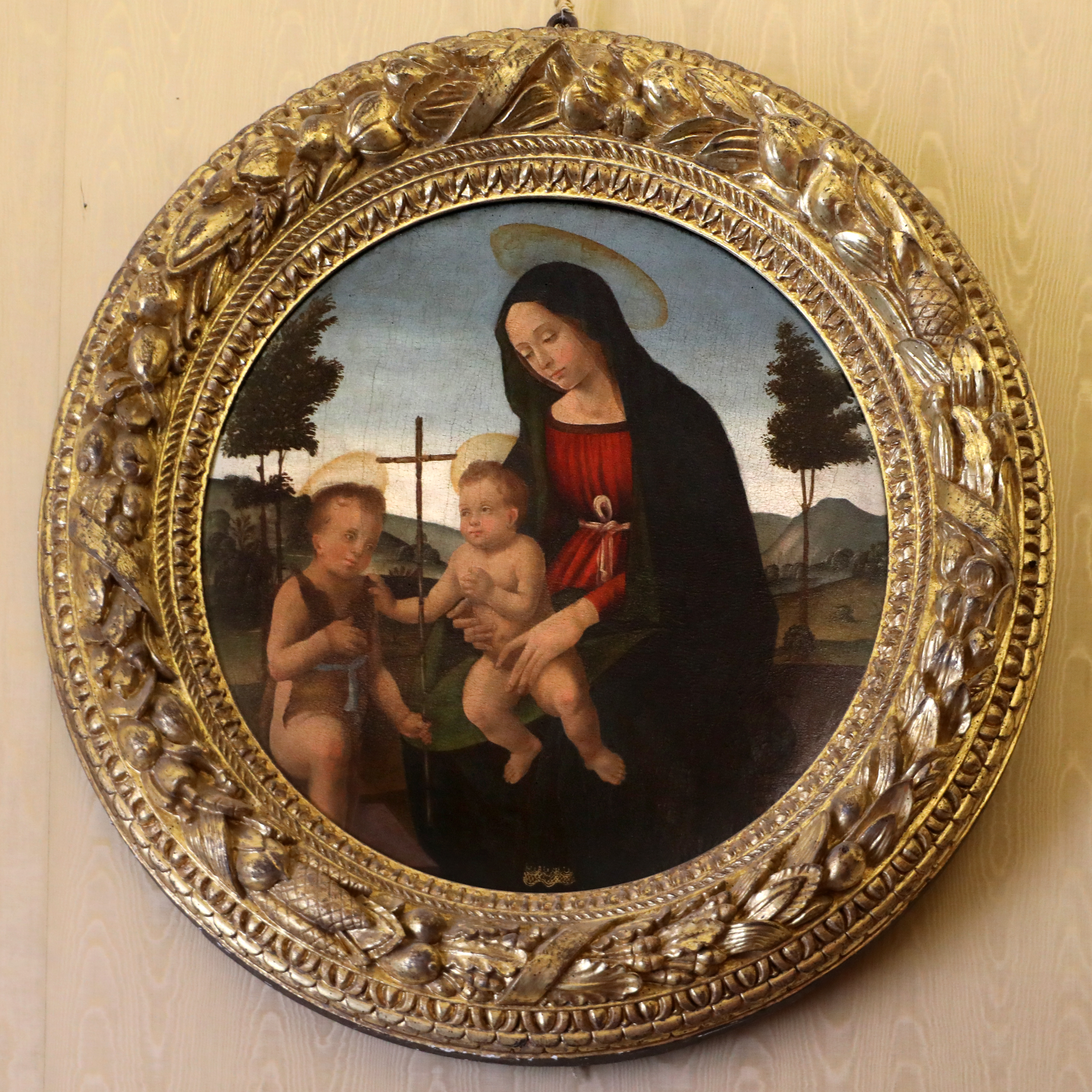
Madonna col Bambino e San Giovannino, Palazzo Mansi, Lucca